# Комазец
Комазец је српско презиме. Породица Комазец населила се у Далмацији за време великих сеоба Срба. Традиционално живе у некадашњем селу Жегар, које данас чини Каштел Жегарски, Богатник, Надвода и Комазеци (данас Обровац). На попису становништва 1991. године село Комазеци је имало 357 становника који су се сви изјаснили као Срби. Може се односити на следеће особе:
- Аријан Комазец (1970), хрватски кошаркаш
- Никола Комазец (1987), српски фудбалер
- Силвано Комазец (1983), српски музичар из Добоја (БиХ), фронтмен и вокал рок групе Корак 2 (Корак два)